# Quercus laceyi
Quercus laceyi Small – gatunek roślin z rodziny bukowatych (Fagaceae Dumort.). Występuje naturalnie w północnym Meksyku (w stanach Coahuila i Nuevo León) oraz południowych Stanach Zjednoczonych (w Teksasie). 

## Morfologia
PokrójZrzucające liście drzewo dorastające do 5–10 m wysokości. Kora ma szarą lub czarną barwę.
LiścieBlaszka liściowa ma zielononiebieskawą barwę i kształt od odwrotnie jajowatego do eliptycznego. Mierzy 4–9 cm długości oraz 3–6 cm szerokości, jest całobrzega lub klapowana na brzegu, ma klinową lub zbiegającą po ogonku nasadę i tępy wierzchołek. Ogonek liściowy jest nagi i ma 3–9 mm długości.
OwoceOrzechy zwane żołędziami o podługowatym kształcie, dorastają do 13–15 mm długości i 9–11 mm średnicy. Osadzone są pojedynczo w miseczkach w kształcie kubka, które mierzą 4–7 mm długości i 10–12 mm średnicy. Orzechy otulone są w miseczkach do 20–35% ich długości.

## Biologia i ekologia
Rośnie w lasach oraz na brzegach rzek. Występuje na wysokości do 2200 m n.p.m.